# Апостолидис против Орамсов
Апостолидис против Орамсов — дело, рассматривавшееся в Европейском суде, решение по нему было вынесено 28 апреля 2009 года. Суд должен был определить, имеют ли право кипрские беженцы, потерявшие землю в результате турецкого вторжения, потребовать свою недвижимость обратно, если власти Северного Кипра передали её другим собственникам. Суд вынес решение, что хотя правительство Кипра де-факто не контролирует северную часть острова, всё же решения кипрских судов распространяются на всю территорию острова.

## Предыстория
Мелетис Апостолидис, архитектор по профессии, в 1974 году после турецкого вторжения и последовавшего за ним разделения острова был вынужден покинуть место жительства в Лапитосе, оставив принадлежавший ему земельный участок.
В 2002 году Дэвид Чарльз и Линда Элизабет Орамсы, граждане Великобритании, приобрели землю ранее принадлежавшую Апостолидису и возвели на её территории виллу, их общие расходы составили около 160 тысяч фунтов стерлингов. Продавец заявил Орамсам, что получил права на землю от правительства Турецкой республики Северного Кипра (ТРСК), де-факто существующего государства, не признанного ни одной другой страной, кроме Турции.
В 2003 году правительство северного Кипра ослабило ограничения на пересечение границы между ТРСК и республикой Кипр, что дало возможность кипрским беженцам, в том числе Апостолидису, пересечь границу.

## Апостолидис против Орамсов
Мелетис Апостолидис подал иск в окружной суд Никосии, потребовав, чтобы Орамсы освободили его землю. В ноябре 2004 года суд вынес решение, что Орамсам следует:
- разрушить виллу, плавательный бассейн и ограду, которые они возвели на земле, принадлежащей Апостолидису;
- передать землю Апостолидису в свободное пользование
- выплатить Апостолидису компенсацию за причинённый ущерб, а также стоимость арендной платы
- воздержаться от продолжения незаконного вмешательства на данную землю, это применяется как непосредственно к самим Орамсам, так и третьим лицам, действующим от их имени
- оплатить издержки на судебные расходы

Орамсы подали апелляцию, которая рассматривалась в верховном суде Кипра. Апелляция была отклонена.
В связи с тем, что привести в исполнение решение суда Республики Кипр на территории ТРСК было проблематично, Апостолидис подал в британский суд заявление об исполнении решения кипрского суда за счёт активов Орамсов в Великобритании. Интересы Орамсов в суде защищала Шери Блэр, супруга британского политика Тони Блэра.
В сентябре 2006 года Высокий суд Лондона принял решение в пользу Орамсов. Апостолидис подал апелляцию, которая была передана на рассмотрение в Европейский суд.
28 апреля 2009 года Европейский суд принял решение, что британские суды могут приводить в исполнение решения, принятые кипрскими судами в отношении киприотов, вынужденных стать беженцами результате турецкого вторжения на остров.
После этого дело Апостолидиса было возвращено в апелляционный суд Англии, который 9 января 2014 года принял решение в пользу Апостолидиса. Орамсы подали апелляцию в Верховный суд Великобритании, но она была отклонена. По данным издания «Cyprus Mail», Орамсы не стали разрушать постройки на земле Апостолидиса, просто бросив её.

## Последствия
Это дело стало прецедентом, позволив другим киприотам, потерявшим свою недвижимость в результате разделения острова, подать аналогичные иски.